# إليزابيث رونا
كانت إليزابيث رونا (20 مارس 1890 - 27 يوليو 1981) كيميائية نووية اشتهرت بعملها في مجال النظائر المشعة. اعتُرف بها دوليًا بوصفها خبيرة رائدة في فصل النظائر وتحضير البولونيوم، إذ طوّرت طريقة محسنة لإعداد عينات البولونيوم. وطورت نظرية مفادها أن سرعة الانتشار تعتمد على كتلة النيوكليدات، خلال دراستها لما بعد الدكتوراه مع جورج دي. هيفسي بين عامي 1914 و1918. كان تأكيدها لوجود اليورانيوم- Y الذي يُعرف اليوم باسم الثوريوم 231- مساهمة كبيرة في الكيمياء النووية، إذ لم يتحدد سوى عدد قليل من العناصر الذرية آنذاك. وحصلت على جائزة هايتنجر من الأكاديمية النمساوية للعلوم سنة 1933.
مُنحت زمالة كارنيغي لمواصلة بحثها بعد الهجرة إلى الولايات المتحدة سنة 1941، وقدمت معلومات تقنية عن طرق استخراج البولونيوم لمشروع مانهاتن. وأصبحت لاحقًا أستاذة للكيمياء النووية في معهد أوك ريدج للدراسات النووية مدة 15 عامًا، انتقلت بعدها إلى معهد العلوم البحرية بجامعة ميامي. في كل من أوك ريدج وميامي، واصلت عملها على الجيولوجيا الزمنية لعناصر قاع البحر والتأريخ الإشعاعي. بعد وفاتها أُدرج اسمها في قاعة النساء الشهيرات بولاية تينيسي سنة 2015.

## الطفولة والتعليم
وُلدت إليزابيث رونا في 20 مارس 1890 في بودابست، المجر، للأبوين إيدا (ني ماهلر) وصمويل رونا. كان والدها طبيبًا يهوديًا ناجحًا عمل مع مؤسسي العلاج بالراديوم، لويس ويكهام وهنري أوغست دومينيسي، لتقديم التقنيات إلى بودابست وتصميم أحد أول أجهزة الأشعة السينية هناك. أرادت إليزابيث أن تصبح طبيبة مثل والدها، لكنه كان يعتقد أن ذلك من الصعب جدًا أن تحققه امرأة. مع ذلك شجعها والدها وأثار اهتمامها بالعلوم منذ صغرها، حتى توفي وهي في عامها الجامعي الثاني. إذ التحقت بكلية الفلسفة في جامعة بودابست، حيث درست الكيمياء والجيوكيمياء والفيزياء، وحصلت على الدكتوراه سنة 1912.

## بداية الحياة المهنية
بدأت رونا تدريبها بعد الدكتوراه سنة 1912 في معهد فسيولوجيا الحيوان في برلين ومعهد القيصر فيلهلم، حيث درست الكاشف الكيميائي. انتقلت إلى جامعة كارلسروه سنة 1913، وعملت تحت إشراف مكتشف النظائر كاسمير فاجانز، مدة 8 أشهر. ودرست خلال صيف 1914 في كلية لندن الجامعية، لكنها عادت إلى بودابست مع اندلاع الحرب العالمية الأولى. وقد أكملت بحثًا علميًا عن «ثابت انتشار الرادون في الماء» بعد تعيينها في المعهد الكيميائي في بودابست. كلفها جورج دي هيفسي بالتحقق من وجود عنصر جديد، هو اليوارنيومY ، المعروف الآن باسم الثوريوم 231. رغم فشل الآخرين في تأكيد العنصر، تمكنت رونا من فصله عن العناصر المتداخلة، وأثبتت أنه مصدر انبعاث بيتا بنصف عمر يبلغ 25 ساعة، ونشرت الأكاديمية المجرية للعلوم النتائج التي توصلت إليها. صاغت رونا مصطلحي «علامات النظائر» و «المقتفيات» لأول مرة في هذه الدراسة، مشيرةً إلى أن سرعة الانتشار تعتمد على كتلة النيوكليدات. رغم كتابتها في حاشية سفلية، كانت هذه المعلومة أساسًا لتطوير دراسات الطيف الكتلي والماء الثقيل التي أجراها لاحقًا علماء آخرون. تحدثت رونا الإنجليزية والفرنسية والألمانية والمجرية إضافةً إلى كفاءتها العلمية.
عندما غادر هيفسي بودابست سنة 1918، عرض عالم الكيمياء الحيوية وعالم وظائف الأعضاء في جامعة بودابست «فرانز تانجل» على رونا منصبًا تدريسيًا. إذ درّست الكيمياء للطلاب الذين شعر تانجل بعدم امتلاكهم المعرفة الكافية لإكمال الدورة، لتصبح أول امرأة تدرّس الكيمياء على المستوى الجامعي في المجر.
استولى الشيوعيون على بيت رونا ووالدتها بعد غزو المجر سنة 1919. وتزايد حجم العمل في المعهد على عاتق رونا بسبب عدم الاستقرار السياسي واضطهاد المتعاطفين مع الشيوعية في أثناء مكافحة الإرهاب الأبيض. وعندما عرض عليها أوتو هان منصبًا سنة 1921 للعودة إلى داهلم ومعهد القيصر فيلهلم، استقالت رونا وانضمت إلى فريق هان في برلين لفصل الأيونيوم، المعروف الآن باسم Th-230)) عن اليورانيوم. أدى التضخم المفرط في جمهورية فايمار إلى نقلها إلى معهد ألياف النسيج في كايزر فيلهلم، حيث كان البحث العملي هو العمل الوحيد المسموح به في ذلك الوقت، ولم يكن للبحث النظري أولوية دون التطبيق الأساسي. سمح لها تدريبها بالعودة إلى المجر الأكثر استقرارًا وقبول منصب في مصنع نسيج سنة 1923. لكنها لم تهتم بالعمل وسرعان ما غادرته وانضمت إلى فريق عمل معهد أبحاث الراديوم في فيينا سنة 1924 بناءً على طلب ستيفان ماير. تركز بحثها على قياس الامتصاص وإشعاع الهيدروجين، وتطوير البولونيوم مادةً مشعة بديلة للراديوم.

## النمسا
سنة 1926 كتب ماير إلى إيرين جوليو كوري يقترح فيه أن تعمل رونا معها لمعرفة كيف يستطيع مختبره أن يصنع عينات البولونيوم الخاصة به. وفور أن تمكن هانز بيترسون من تأمين الأموال لدفع نفقات رونا، سمحت لها جوليو كوري بالمجيء ودراسة فصل البولونيوم في معهد كوري في باريس. طورت رونا طريقة مُحسنة لإعداد مصادر البولونيوم وإنتاج انبعاثات ألفا. وعادت مع تلك المهارات إلى معهد الراديوم، مع قرص صغير من البولونيوم، بعد أن اكتسبت الاعتراف بوصفها خبيرةً في هذا المجال. سمح هذا القرص لرونا بإنشاء عينات معملية من البولونيوم، التي استُخدمت في الكثير من الأبحاث اللاحقة للمعهد.
ازداد الطلب على مهاراتها وشكلت العديد من الشراكات في فيينا، إذ عملت مع إيوالد شميدت على تعديل طريقة بونيت-موري بول لتبخير البولونيوم، ومع ماريتا بلاو على المستحلبات الفوتوغرافية لأشعة الهيدروجين، ومع هانز بيترسون، إذ طلب منها بيترسون سنة 1928 تحليل عينة من رواسب قاع البحر لتحديد محتواها من الراديوم. ولأن المختبر الذي كانت تعمل فيه كان ملوثًا، اصطحبت العينات إلى المختبر الأوقيانوغرافي في محطة ستورا بورنيو في السويد، التي أصبحت وجهة بحثها الصيفية مدة 12 عامًا. حددت تحليلاتها مع بيرتا كارليك حول فترات نصف عمر اليورانيوم والثوريوم واضمحلال الأكتينيوم، والتأريخ الإشعاعي ونطاقات جسيمات ألفا الأولية. فازت رونا وكارليك بجائزة الأكاديمية النمساوية للعلوم «هايتنجر» سنة 1933.